# Tabanus searsi
Tabanus searsi är en tvåvingeart som beskrevs av Philip 1978. Tabanus searsi ingår i släktet Tabanus och familjen bromsar. Inga underarter finns listade i Catalogue of Life.